# Epsilon
De epsilon (hoofdletter Ε, kleine letter ε, Grieks ἔψιλον) is de vijfde letter van het Griekse alfabet. ε' is het Griekse cijfer voor 5, ͵ε voor 5000. De epsilon wordt uitgesproken als de <e> zoals in erwt, έ wordt als /e:/ uitgesproken, zoals ee in mee.

## Gebruik

### Technische Informatica
In technische informatica wordt de epsilon gebruikt om een lege input in een automaton aan te geven.

### Wiskunde
In de wiskunde wordt de epsilon vaak gebruikt om willekeurig kleine getallen aan te geven, bijvoorbeeld bij limieten.
De Levi-Civita-bewerking wordt ook aangeduid met de ε: {\displaystyle {\frac {}{}}\epsilon _{ijk}}:
de operator is 1 als {\displaystyle {\frac {}{}}ijk} een even permutatie is van {1,2,3}, en -1 als de permutatie oneven is. Komt een index meer dan één keer voor, wordt deze operator nul.
Zo wordt:
- {\displaystyle {\frac {}{}}\epsilon _{123}=\epsilon _{231}=\epsilon _{312}}=1, omdat een even aantal omwisselingen (2→ (1,2) en (3,2)) nodig is om van {123} bijvoorbeeld {312} te vormen, welke omwegen men ook maakt.
- {\displaystyle {\frac {}{}}\epsilon _{132}=\epsilon _{321}=\epsilon _{231}=-1}
- {\displaystyle {\frac {}{}}\epsilon _{111}=\epsilon _{133}=0}

### Natuurwetenschap
{\displaystyle \epsilon ,\varepsilon }, ε is het symbool voor permittiviteit of de relatieve rek. In de vloeistofmechanica wordt het gebruikt als symbool voor de wrijvingsverliescoëfficient aan te duiden.

### Materiaalkunde
ε is het symbool voor (lineaire) rek.

### Fonetiek
In het Internationaal Fonetisch Alfabet wordt het symbool van de epsilon gebruikt om de klinker 'e' in bijvoorbeeld het woord 'pet' aan te duiden. De langere variant, /ε:/, is te horen in het Engelse 'air'.

## Weergave

### Unicode
De Ε en ε; ε zijn in 1993 toegevoegd aan de Unicode 1.0 karakterset.
In Unicode vindt men Ε onder het codepunt U+0395 (hex) en ε; ε onder U+03B5; 03F5.

### HTML
In HTML kan men voor Ε de code &Epsilon; gebruiken, en voor ε; ε &epsilon;; ε.